# ميتسواكي مادونو
مؤدي اصوات 
ميتسواكي مادونو (真殿光昭 مادونو ميتسواكي) هو مؤدي أصوات ياباني ولد في 28 يوليو 1964 في محافظة أوساكا.

## أدواره في الأنمي

### مسلسلات أنمي تلفزيونية
- بليتش - كون
- دي جرايمان - سيل لولون
- ون بيس - سكراتشمين أبو
- إير جير - يوشيتسوني
- جت باكرز - هاروكي إميشي
- X - سوراتا أريسوغاوا
- هاجيمي نو إيبو - ماساهيكو أوميزاوا
- هاجيمي نو إيبو New Challenger - ماساهيكو أوميزاوا
- هاجيمي نو إيبو Rising - ماساهيكو أوميزاوا
- غانتز - هاجيمي موروتو
- بوسو رينكين - كوشاكو تشونو/بابييون
- كود غياس: لولوش المتمرد - كانامي أوغي
- كود غياس: لولوش المتمرد R2 - كانامي أوغي
- بيدابول - أصفر
- يو يو هاكوشو - كازيمارو, زيرو, ميتسوناري ياناغيساوا
- شامان كينج - بيوتي
- كينيتشي: التلميذ الأقوى - سيغفريد
- شاكوغان نو شانا II - آنا بيرغ
- داركر ذان بلاك: جوزاء النيزك - غوران
- إينوياشا: الجزء الأخير - بياكويا
- فيت/ستاي نايت - إيسّيه ريودو
- فيت/ستاي نايت Unlimited Blade Works - إيسّيه ريودو
- شعلة ريكا - جوكر
- إينيشال دي Fourth Stage - سائق Lancer Evo VI
- حفيد نوراريهيون: عاصمة العفاريت - ناماهاغي
- بيرسونا 4 ذي أنيميشن - تورو أداتشي
- بيرسونا 4 ذا غولدن أنيميشن - تورو أداتشي
- ديفل سرفايفر 2 ذي أنيميشن - يوزورو أكيه/جو
- لوست يونيفرس - جيس
- سورد آرت أونلاين - كاغيموني
- دراغون بول كاي - شاربنر
- معرض الفن المزيف - أكيهيكو
- صف الإغتيال - كوتارو ياناغيساوا
- جاندام بيلد فايترز تراي - أكيرا سوغا

### أنمي الإنترنت
- سيلور مون كريستال - كينجي تسوكينو
- وجبة الغداء في منزل إميا - إيسّيه ريودو

### أوفا أنمي
- يوميات ساكورا - توما آنابا
- هاجيمي نو إيبو Champion Road - ماساهيكو أوميزاوا

### أفلام أنمي
- فيلم بليتش: ميموريز أوف نوبودي - كون
- فيلم بليتش: فيد تو بلاك, أنادي اسمك - كون
- سينت سيا: ليجند أوف سانكتشواري - فيرغو شاكا

## أدواره في ألعاب الفيديو
- بيرسونا 4 - تورو أداتشي
- بيرسونا 4 غولدن - تورو أداتشي
- بيرسونا 4 أرينا ألتيماكس - تورو أداتشي
- تيلز أوف إينوسنس - هاستا إكسترمي
- مغامرة جوجو الغريبة: أول ستار باتل - جوسكي هيغاشيكاتا (جوجوليون)
- مغامرة جوجو الغريبة: آيز أوف هيفن - جوسكي هيغاشيكاتا (جوجوليون)

## أدواره في الدبلجة اليابانية
- الوالدان السحريان - كوزمو
- باتمان: الجرأة و الشجاعة - فنهاوس

## وصلات خارجية
- ميتسواكي مادونو على موقع IMDb (الإنجليزية)
- ميتسواكي مادونو على موقع ميوزك برينز (الإنجليزية)
- ميتسواكي مادونو على موقع قاعدة بيانات الفيلم (الإنجليزية)
- ميتسواكي مادونو على موقع ANN person (الإنجليزية)